# European Rugby Champions Cup 2023-24
La Copa de Campeones Europeos de Rugby 2023/24 fue la 29.ª edición de la máxima competición continental del rugby europeo y la 10.ª con el nuevo nombre y formato.
Esta fue la segunda vez que el torneo contó con los mejores equipos de Sudáfrica, luego de la segunda temporada del United Rugby Championship.
El torneo comenzó en mayo de 2024. La final se celebró en el Tottenham Hotspur Stadium en Tottenham, Inglaterra, el 25 de mayo de 2024, y fue ganada por Toulouse por sexta vez, derrotando a Leinster por 31 a 22.

## Sistema de puntuación
Los equipos participantes se agrupan en una tabla general teniendo en cuenta los resultados de los partidos mediante un sistema de puntuación, la cual se reparte:
- 4 puntos por victoria.
- 2 puntos por empate.
- 0 puntos por derrota.

También se otorga punto bonus, ofensivo y defensivo:
- El punto bonus ofensivo se obtiene al marcar cuatro (4) o más tries.
- El punto bonus defensivo se obtiene al perder por una diferencia de hasta siete (7) puntos.

## Equipos
Veinticuatro equipos se clasificaron para la temporada 2023-24, basándose en la clasificación de sus respectivas ligas domésticas durante la anterior temporada. La distribución de los equipos responde al siguiente patrón:
- Inglaterra: 8 equipos
  - Equipos clasificados entre la primera y la octava posición en la temporada 2022-23 de la Premiership Rugby.
- Francia: 8 equipos
  - Equipos clasificados entre la primera y la octava posición en la temporada 2022-23 del Top 14 francés
- United Rugby Championship: 8 equipos
  - Irlanda, Italia, Escocia, Sudáfrica y Gales

| Premiership | Top 14                                                                                                  | United Rugby Championship                | United Rugby Championship | United Rugby Championship | United Rugby Championship |
| Inglaterra | Francia                                                                                                 | Irlanda                                  | Sudáfrica                 | Escocia                   | Gales                     |
| --- | --- | ---------------------------------------- | ------------------------- | ------------------------- | ------------------------- |
| - Bristol Bears - Harlequins - Leicester Tigers - Northampton Saints - Saracens - Sale Sharks - Exeter Chiefs - Bath | - Union Bordeaux Bègles - Bayonne - Stade Français - Toulouse - La Rochelle - Racing 92 - Toulon - Lyon | - Leinster - Munster - Ulster - Connacht | - Bulls - Stormers        | - Glasgow                 | - Cardiff                 |

## Fase de grupos
El sorteo de la fase de grupos se llevó a cabo el 21 de junio de 2023.  A diferencia de la temporada anterior, el formato consistió en cuatro grupos con seis equipos en cada uno. Las reglas del sorteo estipularon que los campeones de 2022-23 de las tres ligas nacionales europeas ( Saracens , Toulouse y Munster) y los ganadores de la Copa de Campeones de 2022-23 (La Rochelle ) serían sorteados en grupos separados. Los 20 equipos restantes fueron sorteados al azar, con la única condición de que no se pudieran colocar más de dos equipos de la misma liga nacional en cada grupo.

### Grupo A
| Equipo          | Encuentros | Puntos |
| Equipo          | PJ         | Puntos |
| --------------- | ---------- | ------ |
| Bordeaux Bègles | 4          | 17     |
| Bulls           | 4          | 15     |
| Lyon            | 4          | 12     |
| Saracens        | 4          | 10     |
| Connacht        | 4          | 6      |
| Bristol Bears   | 4          | 5      |

|  | Clasificados a los octavos de final.                     |
|  | Clasificados a los octavos de final de la Challenge Cup. |

### Grupo B
| Equipo     | Encuentros | Puntos |
| Equipo     | PJ         | Puntos |
| ---------- | ---------- | ------ |
| Toulouse   | 4          | 20     |
| Harlequins | 4          | 15     |
| Bath       | 4          | 15     |
| Racing 92  | 4          | 8      |
| Ulster     | 4          | 5      |
| Cardiff    | 4          | 3      |

|  | Clasificados a los octavos de final.                     |
|  | Clasificados a los octavos de final de la Challenge Cup. |

### Grupo C
| Equipo             | Encuentros | Puntos |
| Equipo             | PJ         | Puntos |
| ------------------ | ---------- | ------ |
| Northampton Saints | 4          | 18     |
| Exeter Chiefs      | 4          | 13     |
| Glasgow            | 4          | 10     |
| Munster            | 4          | 9      |
| Bayonne            | 4          | 8      |
| Toulon             | 4          | 2      |

|  | Clasificados a los octavos de final.                     |
|  | Clasificados a los octavos de final de la Challenge Cup. |

### Grupo D
| Equipo           | Encuentros | Puntos |
| Equipo           | PJ         | Puntos |
| ---------------- | ---------- | ------ |
| Leinster         | 4          | 19     |
| Stormers         | 4          | 14     |
| La Rochelle      | 4          | 12     |
| Leicester Tigers | 4          | 9      |
| Sale Sharks      | 4          | 6      |
| Stade Français   | 4          | 2      |

|  | Clasificados a los octavos de final.                     |
|  | Clasificados a los octavos de final de la Challenge Cup. |

## Fase final
|  | Octavos de final | Octavos de final   | Octavos de final |                    |    | Cuartos de final   | Cuartos de final | Cuartos de final |  |   | Semifinal | Semifinal | Semifinal |  |   | Final    | Final | Final |  |
|  |                  |                    |                  |                    |    |                    |                  |                  |  |   |           |           |           |  |   |          |       |       |  |
|  |                  |                    |                  |                    |    |                    |                  |                  |  |   |           |           |           |  |   |          |       |       |  |
|  | 1                | Toulouse           | 31               |                    |    |                    |                  |                  |  |   |           |           |           |  |   |          |       |       |  |
|  | 1                | Toulouse           | 31               |                    |    |                    |                  |                  |  |   |           |           |           |  |   |          |       |       |  |
|  | 16               | Racing 92          | 7                |                    |    |                    |                  |                  |  |   |           |           |           |  |   |          |       |       |  |
|  | 16               | Racing 92          | 7                |                    | 1  | Toulouse           | 64               |                  |  |   |           |           |           |  |   |          |       |       |  |
|  |                  |                    |                  |                    | 1  | Toulouse           | 64               |                  |  |   |           |           |           |  |   |          |       |       |  |
|  |                  |                    | 8                | Exeter Chiefs      | 26 |                    |                  |                  |  |   |           |           |           |  |   |          |       |       |  |
|  | 8                | Exeter Chiefs      | 8                | Exeter Chiefs      | 26 | 21                 |                  |                  |  |   |           |           |           |  |   |          |       |       |  |
|  | 8                | Exeter Chiefs      |                  |                    |    |                    |                  |                  |  |   |           |           |           |  |   |          |       |       |  |
|  | 9                | Bath               | 15               |                    |    |                    |                  |                  |  |   |           |           |           |  |   |          |       |       |  |
|  | 9                | Bath               | 15               |                    |    |                    |                  |                  |  | 1 | Toulouse  | 38        |           |  |   |          |       |       |  |
|  |                  |                    |                  |                    |    |                    |                  |                  |  | 1 | Toulouse  | 38        |           |  |   |          |       |       |  |
|  |                  |                    | 5                | Harlequins         | 26 |                    |                  |                  |  |   |           |           |           |  |   |          |       |       |  |
|  | 4                | Bordeaux           | 5                | Harlequins         | 26 | 45                 |                  |                  |  |   |           |           |           |  |   |          |       |       |  |
|  | 4                | Bordeaux           |                  |                    |    |                    |                  |                  |  |   |           |           |           |  |   |          |       |       |  |
|  | 13               | Saracens           | 12               |                    |    |                    |                  |                  |  |   |           |           |           |  |   |          |       |       |  |
|  | 13               | Saracens           | 12               |                    | 4  | Bordeaux           | 41               |                  |  |   |           |           |           |  |   |          |       |       |  |
|  |                  |                    |                  |                    | 4  | Bordeaux           | 41               |                  |  |   |           |           |           |  |   |          |       |       |  |
|  |                  |                    | 5                | Harlequins         | 42 |                    |                  |                  |  |   |           |           |           |  |   |          |       |       |  |
|  | 5                | Harlequins         | 5                | Harlequins         | 42 | 28                 |                  |                  |  |   |           |           |           |  |   |          |       |       |  |
|  | 5                | Harlequins         |                  |                    |    |                    |                  |                  |  |   |           |           |           |  |   |          |       |       |  |
|  | 12               | Glasgow Warriors   | 24               |                    |    |                    |                  |                  |  |   |           |           |           |  |   |          |       |       |  |
|  | 12               | Glasgow Warriors   | 24               |                    |    |                    |                  |                  |  |   |           |           |           |  | 1 | Toulouse | 31    |       |  |
|  |                  |                    |                  |                    |    |                    |                  |                  |  |   |           |           |           |  | 1 | Toulouse | 31    |       |  |
|  |                  |                    | 2                | Leinster           | 22 |                    |                  |                  |  |   |           |           |           |  |   |          |       |       |  |
|  | 2                | Leinster           | 2                | Leinster           | 22 | 36                 |                  |                  |  |   |           |           |           |  |   |          |       |       |  |
|  | 2                | Leinster           |                  |                    |    |                    |                  |                  |  |   |           |           |           |  |   |          |       |       |  |
|  | 15               | Leicester Tigers   | 22               |                    |    |                    |                  |                  |  |   |           |           |           |  |   |          |       |       |  |
|  | 15               | Leicester Tigers   | 22               |                    | 2  | Leinster           | 40               |                  |  |   |           |           |           |  |   |          |       |       |  |
|  |                  |                    |                  |                    | 2  | Leinster           | 40               |                  |  |   |           |           |           |  |   |          |       |       |  |
|  |                  |                    | 10               | La Rochelle        | 13 |                    |                  |                  |  |   |           |           |           |  |   |          |       |       |  |
|  | 7                | Stormers           | 10               | La Rochelle        | 13 | 21                 |                  |                  |  |   |           |           |           |  |   |          |       |       |  |
|  | 7                | Stormers           |                  |                    |    |                    |                  |                  |  |   |           |           |           |  |   |          |       |       |  |
|  | 10               | La Rochelle        | 22               |                    |    |                    |                  |                  |  |   |           |           |           |  |   |          |       |       |  |
|  | 10               | La Rochelle        | 22               |                    |    |                    |                  |                  |  | 2 | Leinster  | 20        |           |  |   |          |       |       |  |
|  |                  |                    |                  |                    |    |                    |                  |                  |  | 2 | Leinster  | 20        |           |  |   |          |       |       |  |
|  |                  |                    | 3                | Northampton Saints | 17 |                    |                  |                  |  |   |           |           |           |  |   |          |       |       |  |
|  | 3                | Northampton Saints | 3                | Northampton Saints | 17 | 24                 |                  |                  |  |   |           |           |           |  |   |          |       |       |  |
|  | 3                | Northampton Saints |                  |                    |    |                    |                  |                  |  |   |           |           |           |  |   |          |       |       |  |
|  | 14               | Munster            | 14               |                    |    |                    |                  |                  |  |   |           |           |           |  |   |          |       |       |  |
|  | 14               | Munster            | 14               |                    | 3  | Northampton Saints | 59               |                  |  |   |           |           |           |  |   |          |       |       |  |
|  |                  |                    |                  |                    | 3  | Northampton Saints | 59               |                  |  |   |           |           |           |  |   |          |       |       |  |
|  |                  |                    | 6                | Bulls              | 22 |                    |                  |                  |  |   |           |           |           |  |   |          |       |       |  |
|  | 6                | Bulls              | 6                | Bulls              | 22 | 59                 |                  |                  |  |   |           |           |           |  |   |          |       |       |  |
|  | 6                | Bulls              |                  |                    |    |                    |                  |                  |  |   |           |           |           |  |   |          |       |       |  |
|  | 11               | Lyon               | 19               |                    |    |                    |                  |                  |  |   |           |           |           |  |   |          |       |       |  |
|  | 11               | Lyon               | 19               |                    |    |                    |                  |                  |  |   |           |           |           |  |   |          |       |       |  |
|  |                  |                    |                  |                    |    |                    |                  |                  |  |   |           |           |           |  |   |          |       |       |  |

### Final
| 25 de mayo de 2024 | Leinster | 22 - 31 | Toulouse | Tottenham Hotspur Stadium, Londres |  |

| Bandera de Francia |
| Campeón Toulouse   |
| Sexto título       |

## Goleadores
| Jugador        | Equipo             | Goles |
| -------------- | ------------------ | ----- |
| Marcus Smith   | Harlequins         | 85    |
| Thomas Ramos   | Stade Toulousain   | 77    |
| Fin Smith      | Northampton Saints | 72    |
| Antoine Hastoy | Stade Rochelais    | 64    |
| Blair Kinghorn | Stade Toulousain   | 59    |